# Toshiakira Kawaji
Toshiakira Kawaji (川路聖謨, Kawaji Toshiakira), né le 25 avril 1801 au Japon, dans la province de Bungo (aujourd'hui préfecture d'Ōita) et suicidé le 7 avril 1868, est un vassal des Tokugawa et membre de l'administration du bakufu. Il est une des importantes figures du début de relations officielles entre la Russie et le Japon.
Le 7 février 1855, il signe le Traité d'amitié russo-japonais (Traité de Shimoda), en tant que représentant du gouvernement, avec le vice-amiral russe Putiatin et insiste pour que la zone au sud de la latitude nord 50 de Sakhaline et Itrurup des îles Kouriles soit annexée au Japon. 

## Note et référence
1. ↑  (en) Tombe de Kawaji Toshiakira